# Christian Bucher (Ingenieur)
Christian Bucher (* 24. Juli 1956 in Innsbruck; † 6. Mai 2023) war ein österreichischer Bauingenieur und Hochschullehrer.

## Leben
Er studierte Bauingenieurwesen an der Universität Innsbruck (Diplomarbeit 1982: Berechnung der Schnittgrößen des Kegelschalenfundamentes eines Richtfunkmastes, dessen Abmessungen gegeben sind). Er promovierte 1986 (Dissertation: Zuverlässigkeit von mechanischen Systemen mit nichtlinearen Dämpfungseigenschaften bei Gerhart I. Schuëller und Gunter Swoboda) und habilitierte 1989 im Fach „Technische Mechanik“ an der Universität Innsbruck (Habilitationsschrift: Zur stochastischen dynamischen Stabilität mechanischer Systeme). Von 1994 bis 2007 war er an der Bauhaus-Universität Weimar. 2007 wurde er als Professor für Baumechanik an die TU Wien berufen, wo er bis zu seiner Pensionierung im Jahr 2021 tätig war.